# Bobby Jack Oliver
Bobby Jack Oliver (1936-2012) est un joueur américain de football canadien. Il a principalement joué aux positions de plaqueur défensif et de botteur de précision.

## Carrière
Né à Abilene (Texas), Bobby Jack Oliver a brillé en baseball et en football américain au Abilene High School, puis a choisi de fréquenter l'université Baylor de Waco (Texas). Il y mérite des honneurs autant en baseball qu'en football, participant au Sugar Bowl de 1957 et au East–West Shrine Game (en) de 1958. Repêché par les Cardinals de Chicago en 1958, il rejoint cependant les Argonauts de Toronto de la Ligue canadienne de football, où il joue pendant trois saisons. Il est ensuite échangé aux Alouettes de Montréal et y passe les saisons de 1961 à 1963, qui seront ses meilleures années. En effet, il est choisi sur l'équipe d'étoiles de l'Est en 1961 et 1962, en plus de mériter le trophée Jeff-Russel (joueur ayant démontré le plus de courage, d'habileté et d'esprit sportif de la division Est) en 1962. Le 20 octobre 1962, il réussit ce qui était alors le plus long botté de placement de l'histoire des Alouettes, avec 48 verges.
En 1964, Oliver est échangé aux Tiger-Cats de Hamilton, puis son contrat est vendu en août aux Eskimos d'Edmonton avec qui il finit la saison. Ceux-ci le libèrent l'année suivante.
Il est mort à Dallas (Texas), où il possédait une entreprise de vente de produits chimiques, le 15 décembre 2012 à l'âge de 76 ans.

## Trophées et honneurs
- Choisi sur l'équipe d'étoiles de l'Est en 1961 et 1962
- Trophée Jeff-Russel en 1962